# Pellenes logunovi
Pellenes logunovi là một loài nhện trong họ Salticidae.
Loài này thuộc chi Pellenes. Pellenes logunovi được Yuri M. Marusik, Heikki Hippa & Koponen miêu tả năm 1996.